# San Andrés de Cuerquia
San Andrés de Cuerquia este un municipiu din departamentul Antioquia, Columbia.